# Franck Gastambide
Franck Gastambide (Melun, 31 de octubre de 1978) es un actor y cineasta francés. Logró repercusión en 2009 luego de dirigir y protagonizar la serie Kaïra Shopping para Canal+, y a partir de entonces ha aparecido en diversas producciones para cine y televisión en su país. En 2023 dirigió y protagonizó el filme de acción y comedia Medellín.

## Filmografía

### Como director y escritor
- 2009: Kaïra Shopping (miniserie)
- 2012: Les Kaïra
- 2016: Pattaya
- 2018: Taxi 5
- 2020: Validé (10 episodios)
- 2023: Medellín

### Como actor
| Año     | Título                       | Papel         | Director                      | Notas                       |
| ------- | ---------------------------- | ------------- | ----------------------------- | --------------------------- |
| 2009-11 | Kaïra Shopping               | Moustène      | Franck Gastambide             | También director y escritor |
| 2010    | Bacon on the Side            |               | Anne Depétrini                |                             |
| 2011    | De force                     |               | Frank Henry                   |                             |
| 2011    | De l'huile sur le feu        |               | Nicolas Benamou               |                             |
| 2012    | Porn in the Hood             | Moustène      | Franck Gastambide             | También director y escritor |
| 2012    | Le Golden Show               | Roman Kaira   | François Descraques           | 1 episodio                  |
| 2013    | Vive la France               | Kevin         | Michaël Youn                  |                             |
| 2013    | Le débarquement              |               | Renaud Le Van Kim             | 1 episodio                  |
| 2014    | Les Gazelles                 | Eric          | Mona Achache                  |                             |
| 2015    | Made in France               | Dubreuil      | Nicolas Boukhrief             |                             |
| 2015    | I Kissed a Girl              | Charles       | Maxime Govare & Noémie Saglio |                             |
| 2015    | Rabid Dogs                   | Manu          | Éric Hannezo                  |                             |
| 2015    | Good Luck Algeria            | Stéphane      | Farid Bentoumi                |                             |
| 2016    | Pattaya                      | Francky       | Franck Gastambide             | También director y escritor |
| 2016    | Hibou                        |               | Ramzy Bedia                   |                             |
| 2016    | Cigarettes et chocolat chaud | Pierrot       | Sophie Reine                  |                             |
| 2017    | Sahara                       | Pitt          | Pierre Coré                   |                             |
| 2017    | L'embarras du choix          | Gilles        | Eric Lavaine                  |                             |
| 2018    | La surface de réparation     | Franck        | Christophe Régin              |                             |
| 2018    | Taxi 5                       | Sylvain Marot | Franck Gastambide             | También escritor            |
| 2018    | Belleville Cop               | Roland        | Rachid Bouchareb              |                             |
| 2022    | Sans répit                   | Thomas        | Régis Blondeau                |                             |
| 2023    | Medellín                     | Stan          | Franck Gastambide             |                             |
| 2024    | El salario del miedo         | Fred          | Julien Leclercq               |                             |